# Последняя молитва христианских мучеников
«Последняя молитва христианских мучеников» (фр. Dernières prières des martyrs chrétiens) — картина французского художника Жана-Леона Жерома, оконченная в 1883 году. Находится в коллекции Художественного музея Уолтерса в Маунт-Верноне (Балтимор, Мэриленд, США).

## История и контекст

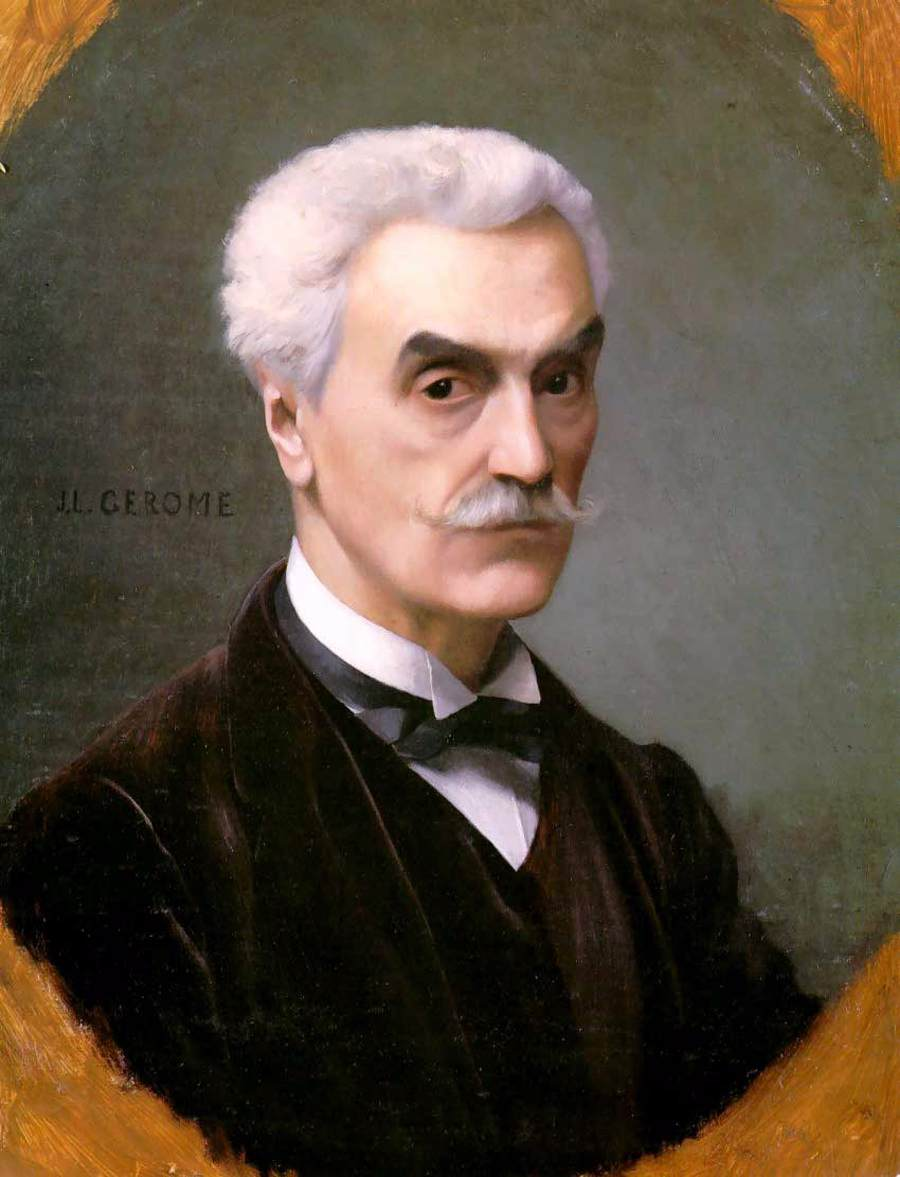
Жан-Леон Жером, автопортрет, 1886 год

Французский живописец Жан-Леон Жером (1824—1904) учился у известных художников Поля Делароша и Шарля Глейра, прививших ему на всю оставшуюся жизнь страсть к путешествиям, изучению обычаев разных народов, а также особую любовь к Востоку. Первые картины Жерома были высоко оценены одним из самых уважаемых и влиятельных художественных критиков — Теофилем Готье, ставшим впоследствии его другом. На заре рождения массовой культуры провинциал Жером пошёл навстречу новой публике формирующейся буржуазной Франции, став знаменитым у салонной аристократии, познакомив её как со своими академическими портретами и мелодраматическими полотнами, так и с картинами о наполеоновских походах и жизни на арабских базарах, а также работами на мифологические и эротические темы. Находясь на пике своей карьеры в искусстве, Жером был постоянным гостем императорской семьи и занимал должность профессора в Школе изящных искусств. Его студия была местом встречи художников, актёров и писателей, а сам он стал легендарным и уважаемым мастером, известным своим язвительным остроумием, пренебрежительным отношением к дисциплине, однако жёстко регламентированными методами преподавания и крайней враждебностью к импрессионизму.
В это время во Франции появился запрос на новый подход к исторической живописи, выраженный в словах историка Проспера де Баранта, писавшего, что «мы все хотим знать о том, как жили более ранние общества и отдельные личности. Мы требуем того, чтобы их образ был ясно виден в нашем воображении, и чтобы они предстали живыми перед нашими глазами». C конца 1850-х годов Жером оказался невероятно предприимчив в выборе пользовавшихся популярностью исторических сюжетов, начиная от Древней Греции и Рима, в связи с чем его даже обвиняли в работе на потребу публике. В то же время Жером будто ответил на призыв Баранта, взявшись за довольно эклектичное переосмысление своего академизма, во многом находясь под влиянием Жан-Огюст-Доминика Энгра, писавшего свои картины на древнегреческие темы через призму личной и повседневной жизни, а также своего учителя Делароша, выбравшего более понятный общественности театральный подход в живописи на исторические сюжеты. Жером начал работать над достижением баланса между реализмом почти документальной точности и научным подходом к образной реконструкции исторических событий, развив в себе умение мастерски управлять повествовательным потенциалом сюжетов своих картин, ввиду чего они производили неизгладимое впечатление на зрителей. Жером отказался от поэтических обобщений и идеализации главных героев, однако уравновешенная и дотошная в деталях живописная техника художника практически делала людей непосредственными свидетелями событий прошлого.
Тацит писал: «Их [христиан] умерщвление сопровождалось издевательствами, ибо их облачали в шкуры диких зверей, дабы они были растерзаны насмерть собаками, распинали на крестах, или обречённых на смерть в огне поджигали с наступлением темноты ради ночного освещения».

Искушённым в развлечениях жителям Древнего Рима предлагались, помимо гладиаторских боёв, схватки людей с дикими животными, преимущественно леопардами и львами, привозившимися со всего Средиземноморья. Не отрекавшихся от своей веры христиан с целью полного уничтожения их тел для невозможности будущего воскрешения посылали на арену для растерзания зверями, поливали смолой и сжигали на крестах и кострах, а также полностью засыпали солью, предварительно содрав кожу. Между тем в настоящее время ряд историков подвергает сомнению масштабы преследования христиан в древнем Риме, отмечая, что некоторые случаи мученичества приукрашивались богословами.

## Композиция

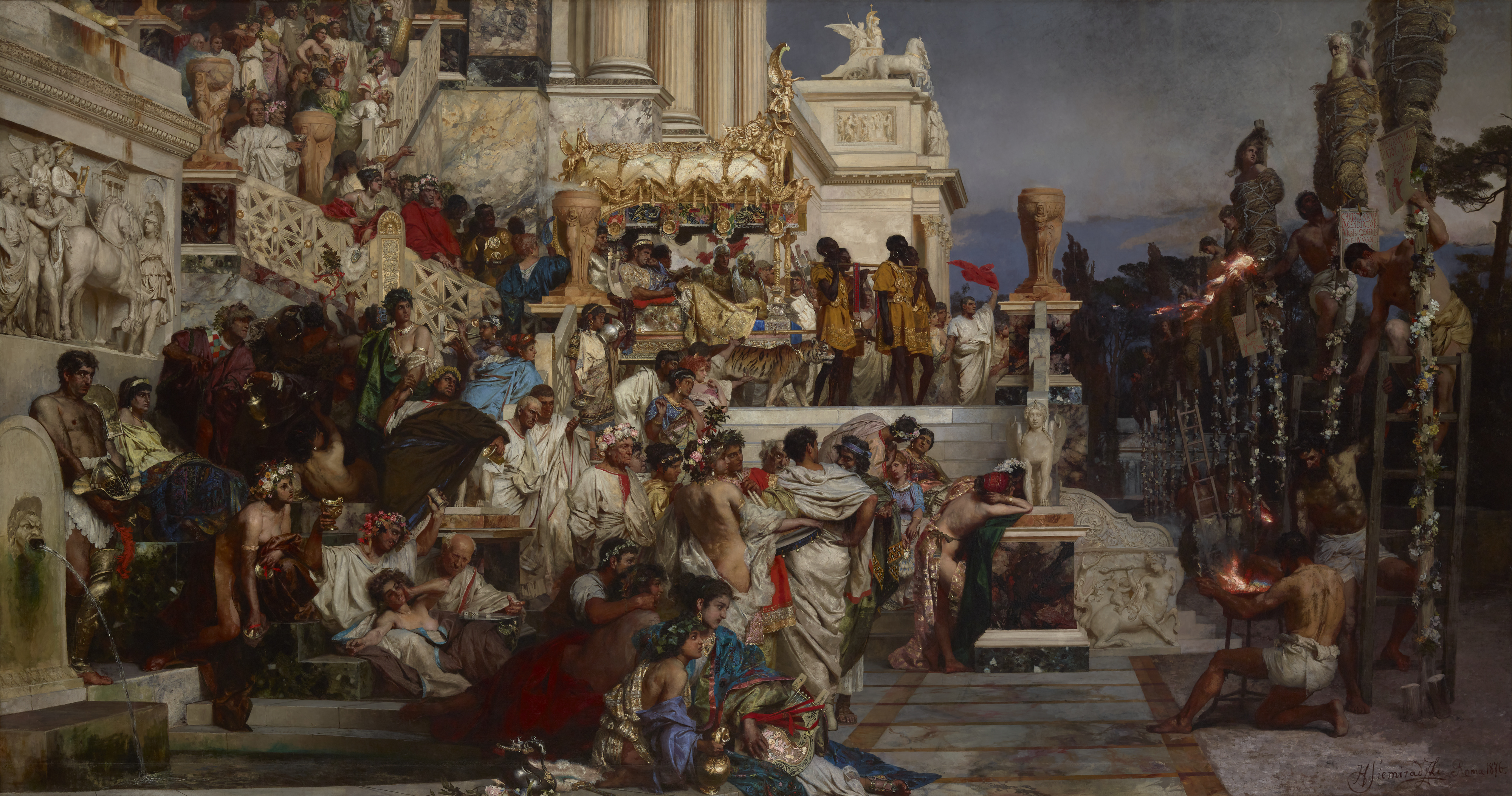
«Светочи христианства» кисти Семирадского

Картина написана маслом на холсте, а её размеры составляют 87,9 × 150,1 см. Подпись с левой стороны — J. L. Gérôme. Место действия картины — Большой цирк. Этот древнеримский ипподром напоминает в архитектурном плане Колизей, на котором, в отличие от Большого цирка, проходили гладиаторские бои и расправы над христианами. Колонны ворот цирка утопают в грязи, испещрённой следами колесниц. По окружности арены на горящих крестах висят обмазанные смолой христиане, в то время как остальные верующие сбились в группу и в последний раз молятся Богу перед тем, как на них нападут выходящие из ворот львы и тигры. На заднем плане виднеется холм, увенчанный храмом с колоссальной статуей, больше похожий на афинский Акрополь, чем на римский Палатин. Исторические неточности Жером компенсировал драматизмом сцены и силой духа мучеников, которым предстоит отдать свою жизнь за верность своей веры. В тематическом плане работа Жерома похожа на картину «Светочи христианства» 1876 года кисти Генриха Семирадского, написанную на тему сжигания Нероном христиан в своих садах в качестве «человеческих факелов». Баланс между историческим знанием, воображением и иллюзией реальности спустя несколько десятилетий будет почерпнут из картин Жерома кинематографистами для своих фильмов. Так, в частности, сцену из данной работы Жерома можно заметить в итальянской кинокартине «Нерон» 1909 года.

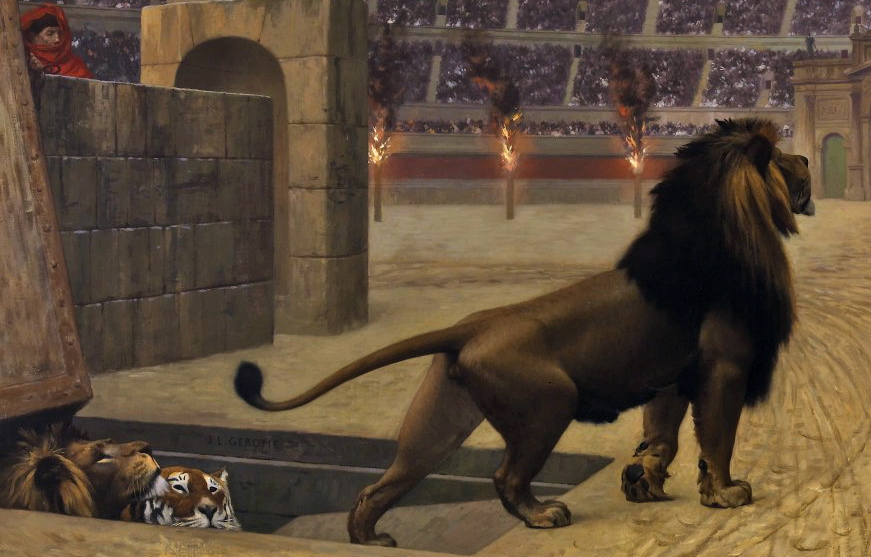
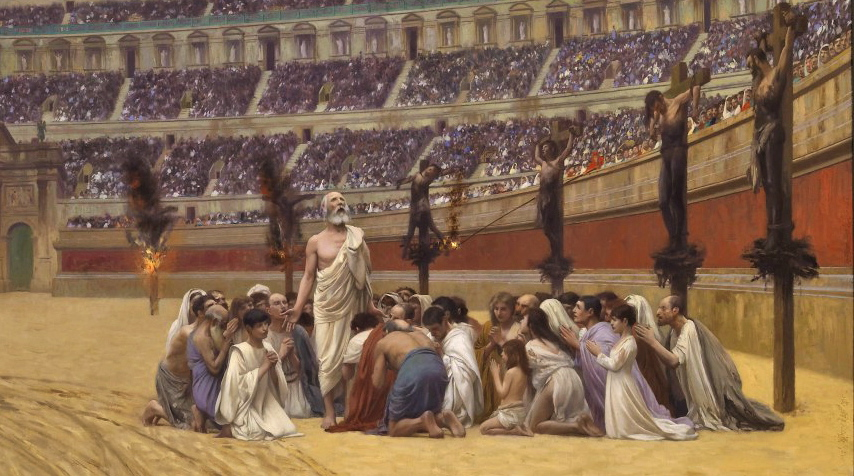
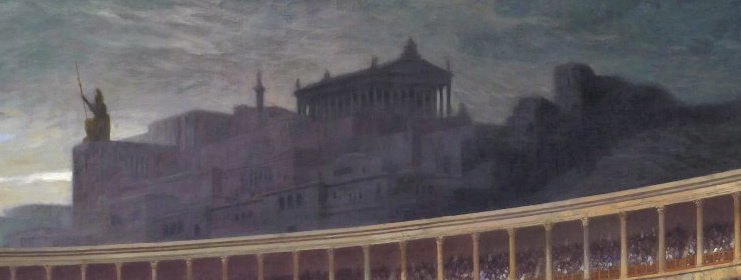

## Создание и судьба

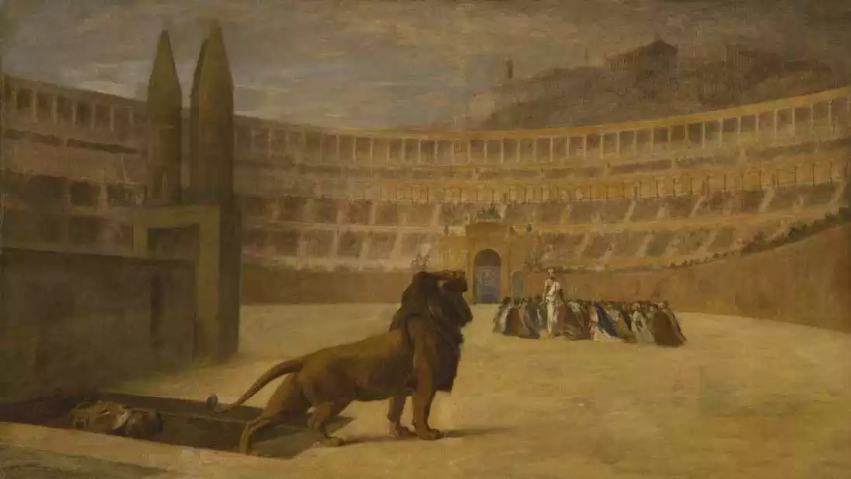
Эскиз работы Жерома.

В 1863 году картина была заказана Жерому американским меценатом и коллекционером искусства Уильямом Томпсоном Уолтерсом, который в письме жёстко определил все составляющие композиции будущего полотна. Во время работы Жером сделал несколько зарисовок маслом и чернилами на холсте, виденных Готье ещё в студии художника. Один из эскизов в настоящее время находится в коллекции Музея изобразительных искусств Юты. В 1883 году Жером наконец окончил картину, ставшую, по мнению критиков, одной из самых важных его работ на тему римской истории. Спустя 20 лет после заказа, Уолтерс смог получить картину через своего агента Джорджа А. Лукаса от самого Жерома. Практически в то же время Уолтерс переехал в дом в самом модном районе Балтимора — Маунт-Вернон, где позднее создал свою художественную галерею. После смерти Уильяма Уолтерса в 1894 году дом со всей коллекцией перешёл по наследству в собственность его сына Генри Уолтерса. Генри Уолтерс «на благо общественности» завещал ранее открытую им для общественности галерею в дар мэру и городскому совету Балтимора, и в 1931 году, после его смерти, картина перешла в собственность Художественного музея Уолтерса в Маунт-Верноне (Мэриленд, США). Художественный музей Уолтерса как государственное учреждение открыл свои двери для посетителей 3 ноября 1934 года. За время нахождения в музее картина прошла через три реставрации, в ходе которых неоднократно очищался красочный слой, а полотно покрывалось новым лаком.